# Cratere Avarua
Avarua  è un cratere sulla superficie di Marte.